# Sebastiano Vassalli
Sebastiano Vassalli (24 d'octubre de 1941 – 27 de juliol de 2015) fou un escriptor italià.
Nascut a Gènova i criat a Novara per uns seus parents, es va llicenciar en Lletres a Milà.
Durant els anys 60 i 70 es va dedicar a l'ensenyament i a la recerca artística de la Neoavanguardia, formant part de l'anomenat Grup 63. Posteriorment es va dedicar a la narració, especialment de gènere històric, i va col·laborar amb La Reppubblica, La Stampa i el Corriere della Sera.
Els darrers anys de la seva vida va viure aïllat en una casa entre els arrossars del nord-est del Piemont, conduint una vida esquerpa i austera, tal com descriu a la seva autobiografia Un nulla pieno di storie. Ricordi e considerazioni di un viaggiatore. (2010)
L'any 1990 guanya el Premi Strega amb La quimera. El maig de 2015 va ser candidat al Premi Nobel de Literatura.
Vassalli mor a Casale Monferrato el 27 de juliol de 2015 a l'edat de 73 anys d'un tumor incurable.